# 畠成章
畠 成章（はた なりあき、1943年〈昭和18年〉7月12日 - 2014年〈平成26年〉9月18日）は、日本の政治家。自由民主党所属の元大阪府議会議員、大阪府議会議長を歴任した。

## 略歴
旧名「畠政俊」。大阪学院大学高等学校卒業。同校1期生であり、同窓会理事を長年にわたって務めた。
1991年（平成2年）4月の第12回統一地方選挙で大阪府議会議員に初当選し、5期務める。第104代大阪府議会議長。
没後の2017年3月23日、国有地が学校法人森友学園に格安で売却された問題に関連し、同学園理事長の籠池泰典が国会に証人喚問され、政治家の口利きについて証言。国有地取得について近畿財務局への働きかけを自民党参議院議員の鴻池祥肇や柳本卓治、北川イッセイに依頼し、瑞穂の國記念小學院設置認可基準の緩和について日本維新の会総務会長の東徹に相談し、学園側の監事の畠成章に維新代表で大阪府知事の松井一郎へ働きかけてもらっていた、と述べている。